# Pilea peploides
Pilea peploides là loài thực vật có hoa trong họ Tầm ma. Loài này được (Gaudich.) Hook. & Arn. miêu tả khoa học đầu tiên năm 1832.